# Agon (motorfietsen)
Agon is een historisch Oostenrijks merk van motorfietsen.
De bedrijfsnaam was: Agon motorradfabrik, Franz Benninger, Augsburg.
Franz Benninger produceerde zijn motorfietsen waarschijnlijk naar wensen van de klanten, want in de korte tijd van het bestaan van het merk (1926 tot 1928) werden maar weinig motorfietsen gebouwd. Er werd nooit in serie geproduceerd, elke motorfiets was handwerk. Benninger gebruikte een groot scala van inbouwmotoren: 197cc-Paqué-blokjes, de oliegekoelde 346cc-Bradshaw-motor, de 498cc-Küchen-motor en 172 tot 996cc-JAP-motoren.